# ليفا تسوتسولوبا
ليفا تسوتسولوبا (بالإنجليزية: Lefa Tsutsulupa)‏ (7 فبراير 1980 في جنوب أفريقيا - ) هو لاعب كرة قدم جنوب أفريقي في مركز الوسط. شارك مع منتخب جنوب أفريقيا لكرة القدم. أما مع النوادي، فقد لعب مع موروكا سوالوز ونادي جومو كوزموز ونادي بلومفونتين سيلتيك.

## وصلات خارجية
- ليفا تسوتسولوبا على موقع قاعدة بيانات كرة القدم.إي يو (الإنجليزية)
- ليفا تسوتسولوبا على موقع ناشيونال فوتبول تيمز (الإنجليزية)